# Euripus
Genre
Le genre Euripus regroupe des lépidoptères appartenant à la famille des Nymphalidae et à la sous-famille des Apaturinae.

## Dénomination
Le nom Euripus leur a été donné par Henry Doubleday en 1848.
Ce sont en anglais les Courtesans.

## Liste des espèces
- Euripus consimilis (Westwood, 1850).Présent en Inde, Birmanie et Thaïlande.
  - Euripus consimilis consimilis dans le nord de l'Inde, en Birmanie et Thaïlande.
  - Euripus consimilis eurinus Fruhstorfer, 1903 ; en Thaïlande.
  - Euripus consimilis cmeridionalis Wood-Mason ; dans le sud de l'Inde.
- Euripus nyctelius (Doubleday, 1845).
  - Euripus nyctelius nyctelius en Inde et Birmanie.
  - Euripus nyctelius borneensis Distant & Pryer ;
  - Euripus nyctelius clytia Felder ;  aux Philippines.
  - Euripus nyctelius euploeoides C. et R. Felder, [1867] en Malaisie, à Singapour et Sumatra.
  - Euripus nyctelius javanus Fruhstorfer ;
  - Euripus nyctelius mastor Fruhstorfer, 1903 ; dans toute l'Indochine.
  - Euripus nyctelius niasicus Fruhstorfer ;
  - Euripus nyctelius nysia Semper ;
  - Euripus nyctelius ophelion Fruhstorfer ;
  - Euripus nyctelius orestheion Fruhstorfer ; aux Philippines.
  - Euripus nyctelius palawanicus Fruhstorfer ; aux Philippines.
  - Euripus nyctelius sumatrensis Fruhstorfer ;
- Euripus robustus Wallace, 1869.Présent au Sulawesi.

### Source
- funet